# Smalt droppgräs
Smalt droppgräs (Sporobolus contractus) är en gräsart som beskrevs av Albert Spear Hitchcock. I den svenska databasen Dyntaxa används istället namnet Sporobolus strictus. Enligt Catalogue of Life ingår Smalt droppgräs i släktet droppgräs och familjen gräs, men enligt Dyntaxa är tillhörigheten istället släktet droppgräs och familjen gräs. Arten förekommer tillfälligt i Sverige, men reproducerar sig inte. Inga underarter finns listade i Catalogue of Life.